# لولا بروكس
لولا بروكس (بالإنجليزية: Lola Brooks)‏ هي فنانة أمريكية، ولدت في 1970.